# Stranger Things (4. řada)
Čtvrtá řada amerického hororového seriálu Stranger Things byla vydána na streamovací platformě Netflix ve dvou částech. První část se sedmi epizodami byla vydána dne 27. května 2022 a druhá část se dvěma epizodami měla premiéru dne 1. července 2022. Producenty řady jsou tvůrci seriálu bratři Dufferovi, Shawn Levy, Dan Cohen, Iain Paterson a Curtis Gwinn.
Do hlavních rolí se vracejí Winona Ryder, David Harbour, Millie Bobby Brownová, Finn Wolfhard, Gaten Matarazzo, Caleb McLaughlin, Noah Schnapp, Sadie Sink, Natalia Dyer, Charlie Heaton, Joe Keery, Cara Buono, Maya Hawkeová, Priah Ferguson, Matthew Modine a Paul Reiser, přičemž Brett Gelman se objevil v hlavní roli poté, co v předchozích dvou řadách účinkoval ve vedlejší roli. Do hlavních rolí se přidali Jamie Campbell Bower, Joseph Quinn a Eduardo Franco. Tom Wlaschiha, Nikola Đuričko, Mason Dye a Sherman Augustus se objevili ve vedlejších rolích.
Řada se setkala s pozitivními reakcemi, přičemž kritici chválili herecké výkony (především Brownové, Sink, Harboura, McLaughlina, Bowera a Quinna), vizuály, akční sekvence, realistická témata, emoční váhu a temnější dospělejší tón, ačkoli někteří řadu kritizovali kvůli délce epizod. První část řady získala 13 nominací na cenu Emmy, včetně nominace na nejlepší dramatický seriál, přičemž zvítězila v pěti kategoriích.

## Děj
Děj se odehrává v březnu 1986, osm měsíců po událostech ze třetí řady. Čtvrtá řada je rozdělena mezi různé dějové linie.
První dějová linie se odehrává v Hawkinsu, kde je záhadně zabito několik teenagerů. Objevují se v ní Dustin Henderson, Max Mayfieldová, Lucas Sinclair, Steve Harrington, Nancy Wheelerová, Robin Buckleyová, Erica Sinclairová a Eddie Munson, vůdce klubu Hellfire – skupiny hrající Dungeons & Dragons, kterou navštěvuje Dustin a jeho přátelé. Eddie se stává hlavním podezřelým z vraždy poté, co je u něj doma nalezena mrtvá studentka Chrissy Cunninghamová. Je pronásledován Jasonem Carverem, přítelem Chrissy, a členy basketbalového týmu, kteří věří, že Eddie je odpovědný za vraždu Chrissy za pomoci satanských sil. Skupina postupně případ vyšetřuje a zjišťuje, že vraždy provedla mocná entita žijící v obráceném světě, kterou později nazývají „Vecna“.
Druhá dějová linie zahrnuje Mikea Wheelera, který navštěvuje Jedenáctku, Willa a Jonathana Byerse v jejich novém domově v Kalifornii. Kvůli událostem v Hawkinsu a bezprostřednímu nebezpečí, které hrozí jejich přátelům, Jedenáctka cestuje s doktorem Martinem Brennerem a Samem Owensem do tajného zařízení, aby jí pomohli získat zpět své schopnosti. Mike, Will, Jonathan a Jonathanův kamarád Argyle se snaží Eleven vystopovat poté, co na jejich dům zaútočí vojáci, kteří chtějí vědět, kde se El nachází.
Třetí dějová linie sleduje Joyce Byersovou a Murrayho Baumana, kteří se dozvídají, že Jim Hopper je stále naživu. Je jim řečeno, aby na Aljašku doručili peníze, aby mu zajistili svobodu. Mezitím je Hopper vězněn v sovětském gulagu na Kamčatce a je nucen spolu s dalšími vězni bojovat proti Demogorgonovi, který Rusové chytili.

## Obsazení

### Hlavní role
- Winona Ryder jako Joyce Byersová
- David Harbour jako Jim Hopper[5]
- Millie Bobby Brownová jako Jedenáctka / Jane Hopperová
  - Martie Blaire jako mladá Jedenáctka
- Finn Wolfhard jako Mike Wheeler
- Gaten Matarazzo jako Dustin Henderson
- Caleb McLaughlin jako Lucas Sinclair
- Noah Schnapp jako Will Byers
- Sadie Sink jako Max Mayfieldová
  - Belle Henry jako mladá Max
- Natalia Dyer jako Nancy Wheelerová
- Charlie Heaton jako Jonathan Byers
- Joe Keery jako Steve Harrington
- Maya Hawkeová jako Robin Buckleyová[6]
- Brett Gelman jako Murray Bauman[7]
- Priah Ferguson jako Erica Sinclairová[8]
- Matthew Modine jako Martin Brenner[9]
- Paul Reiser jako Sam Owens[10]
- Jamie Campbell Bower jako Henry Creel / Jednička / Vecna
  - Raphael Luce jako mladý Henry Creel
- Joseph Quinn jako Eddie Munson
- Eduardo Franco jako Argyle

### Vedlejší role
- Cara Buono jako Karen Wheelerová
- Joe Chrest jako Ted Wheeler
- Mason Dye jako Jason Carver[11]
- Tom Wlaschiha jako Dmitrij „Enzo“ Antonov[12]
- Nikola Đuričko jako Jurij Ismailov
- Rob Morgan jako šerif Powell
- John Reynolds jako strážník Callahan
- Sherman Augustus jako Lt. Colonel Jack Sullivan[11]
- Myles Truitt jako Patrick McKinney[13]
- Gabriella Pizzolo jako Suzie
- Tinsley a Anniston Price jako Holly Wheelerová
- Clayton Royal Johnson jako Andy
- Tristan Spohn jako Dvojka
- Christian Ganiere jako Desítka
- Regina Ting Chen jako slečna Kellyová[13]
- Elodie Grace Orkin jako Angela[14]
- Logan Allen jako Jake
- Hunter Romanillos jako Chance
- Pasha D. Lychnikoff jako Oleg
- Vaidotas Martinaitis jako Warden Melnikov
- Nikolai Nikolaeff jako Ivan
- Paris Benjamin jako agentka Ellen Stinsonová
- Catherine Curtin jako Claudia Hendersová
- Karen Ceesay jako Sue Sinclairová
- Arnell Powell jako Charles Sinclair
- Ira Amyx jako Harmon
- Kendrick Cross jako Wallace
- Hendrix Yancey jako Třináctka

### Hostující role
- Grace Van Dien jako Chrissy Cunninghamová[13]
- Amybeth McNulty jako Vickie[13]
- Logan Riley Bruner jako Fred Benson[15]
- Joel Stoffer jako Wayne Munson
- Dacre Montgomery jako Billy Hargrove[16]
- Robert Englund jako Victor Creel[11]
  - Kevin L. Johnson jako mladý Victor Creel
- Tyner Rushing jako Virginia Creelová
- Livi Burch jako Alice Creelová
- Ed Amatrudo jako Anthony Hatch
- Audrey Holcomb jako Eden

## Seznam dílů
| Č. v seriálu | Č. v řadě | Původní název                                | Český název                            | Režie            | Scénář                  | Premiéra na Netflixu |
| ------------ | --------- | -------------------------------------------- | -------------------------------------- | ---------------- | ----------------------- | -------------------- |
| 26           | 1         | Chapter One: The Hellfire Club               | Kapitola první: Klub Hellfire          | bratři Dufferovi | bratři Dufferovi        | 27. května 2022      |
| 27           | 2         | Chapter Two: Vecna's Curse                   | Kapitola druhá: Vecnova kletba         | bratři Dufferovi | bratři Dufferovi        | 27. května 2022      |
| 28           | 3         | Chapter Three: The Monster and the Superhero | Kapitola třetí: Monstrum a superhrdina | Shawn Levy       | Caitlin Schneiderhanová | 27. května 2022      |
| 29           | 4         | Chapter Four: Dear Billy                     | Kapitola čtvrtá: Drahý Billy           | Shawn Levy       | Paul Dichter            | 27. května 2022      |
| 30           | 5         | Chapter Five: The Nina Project               | Kapitola pátá: Projekt Nina            | Nimród Antal     | Kate Trefry             | 27. května 2022      |
| 31           | 6         | Chapter Six: The Dive                        | Kapitola šestá: Do hloubky             | Nimród Antal     | Curtis Gwinn            | 27. května 2022      |
| 32           | 7         | Chapter Seven: The Massacre at Hawkins Lab   | Kapitola sedmá: Masakr v laboratoři    | bratři Dufferovi | bratři Dufferovi        | 27. května 2022      |
| 33           | 8         | Chapter Eight: Papa                          | Kapitola osmá: Tatínek                 | bratři Dufferovi | bratři Dufferovi        | 1. července 2022     |
| 34           | 9         | Chapter Nine: The Piggyback                  | Kapitola devátá: Hon na Vecnu          | bratři Dufferovi | bratři Dufferovi        | 1. července 2022     |

## Produkce

### Vývoj
Stejně jako u předchozích řad, plánování čtvrté řady Stranger Things začalo před vydáním předchozí sezóny. V rozhovoru pro týdeník Entertainment Weekly, který byl vydán krátce po vydání třetí řady, tvůrci seriálu Matt a Ross Dufferovi odhalili, že kreativní tým seriálu se již při několikrát setkal, aby diskutovali o budoucnosti pořadu. Dne 30. září 2019 Netflix oznámil, že podepsal s bratry Dufferovými novou víceletou televizní a filmovou smlouvu, která měla údajně hodnotu devíti číslic. Netflix také oznámil obnovení Stranger Things pro čtvrtou řadu vydáním minutové upoutávky na YouTube.

### Casting
Dne 1. listopadu 2019 započal casting na přidání čtyř nových mužských postav do příběhu čtvrté řady, konkrétně na tři teenagery a jednoho dospělého. Role teenagerů byly charakterizovány jako „od metalisty přes atleta až po postavu, která zní jako dvojče Jeffa Spicoliho z filmu Zlaté časy na Ridgemont High“, přičemž postava dospělého byla vázána na ruskou dějovou linku představenou ve třetí řadě.
Dne 3. prosince 2019 bylo scenáristy seriálu potvrzeno, že Robin Buckleyová, postava Mayi Hawkeové, se vrátí do pořadu a bude účinkovat ve čtvrté řadě. Dne 14. února 2020 Netflix potvrdil, že se Jim Hopper, postava Davida Harboura, vrátí, a že Tom Wlaschiha byl obsazen do role ruského zločince. V únoru 2020 byl potvrzen i návrat herečky Priah Ferguson. V březnu 2020 bylo potvrzeno, že se postava Bretta Gelmana přidává k hlavním postavám poté, co byl v předchozích dvou řadách vedlejší. Dne 27. října 2020 bylo potvrzeno, že bratr Mayi Hawkové, Levon Thurman-Hawke, byl obsazen do neuvedené role.
Dne 20. listopadu 2020 byli do hlavních rolí obsazeni Jamie Campbell Bower, Eduardo Franco a Joseph Quinn, přičemž Sherman Augustus, Mason Dye, Nikola Đuričko a Robert Englund se připojili do vedlejších rolí. Englund, nejlépe známý z role Freddyho Kruegera ve filmové sérii Noční můra v Elm Street, oslovil tvůrce bratry Dufferovy pro roli ve seriálu, která by dobře zapadala do směru, kterým se v této řadě chtějí ubírat. Dne 9. června 2021 do vedlejších rolí v řadě připojili Amybeth McNulty, Myles Truitt, Regina Ting Chen a Grace Van Dien.
Role Bowera byla původně pojmenována jako Peter Ballard a v prvních šesti epizodách byl označen jako „přátelský“. To mělo zamaskovat odhalení, že jeho postava je dospělý Henry Creel, který byl prvním testovacím subjektem dr. Brennera, a proto byl pojmenován „Jednička“, a že se po bitvě s Jedenáctkou stane Vecnou.

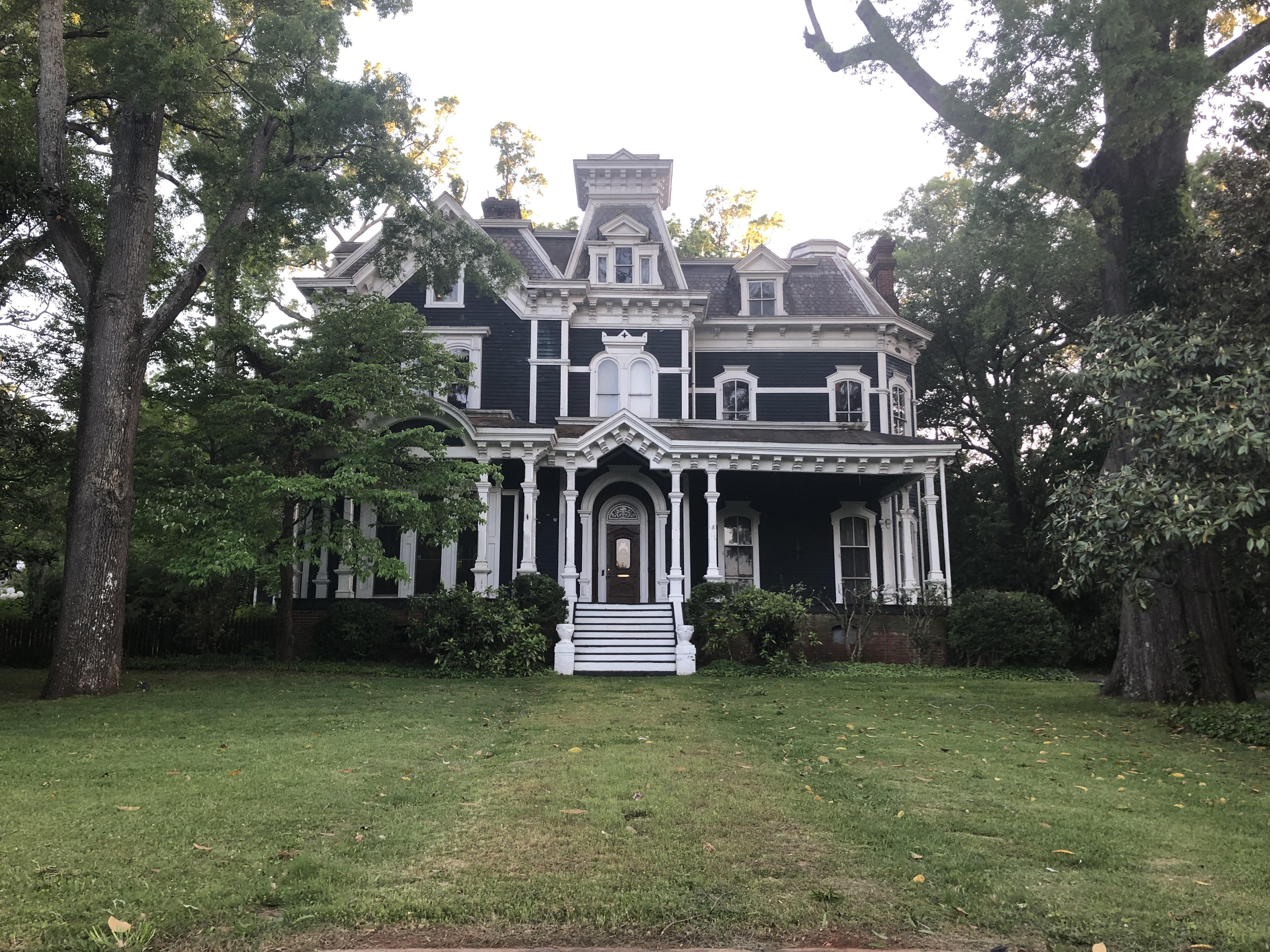
Claremont House v Rome v Georgii, který byl použit k natáčení exteriérových záběrů Creelova domu

### Natáčení
V únoru 2020 bratři Dufferovi a Netflix vydali prohlášení, že produkce čtvrté řady oficiálně začala ve věznici Lukiškės v litevském Vilniusu. Poté, co byla produkce v Litvě ukončena, natáčení pokračovalo v Atlantě a okolí ve Spojených státech, kde se primárně natáčelo v předchozích řadách. Po dvou týdnech natáčení dne16. března 2020 však byla veškerá produkce společnosti Netflix, včetně Stranger Things, zastavena z důvodu vypuknutí pandemie covidu-19. Významná část natáčení probíhala v Albuquerque Studios v Novém Mexiku, jež Netflix získal v roce 2018.
Po několika odkladech bylo natáčení obnoveno dne 28. září 2020 v Georgii. Dne 1. října 2020 byli herci Natalia Dyer, Sadie Sink a Gaten Matarazzo viděni na natáčení v Hawkinské střední škole. Následujícího dne byli tito tři herci spatřeni při natáčení u Dustinova domu. Koncem roku 2020 probíhalo natáčení v okolí města Rome v Georgii, kde se mimo jiné natáčely exteriérové záběry Claremont House, který byl v seriálu použit jako Creelův dům.
Dne 27. ledna 2021 byl herec Matthew Modine spatřen na natáčení v Atlantě. Dne 15. března 2021 unikly fotografie z přívěsového parku ve městě Griffin v Georgii, který byl stylizován jako dimenze „Vzhůru nohama“. V červnu 2021 David Harbour uvedl, že natáčení by mělo skončit v srpnu téhož roku. Ve stejném měsíci byli Joe Keery, Sadie Sink, Natalia Dyer, Maya Hawkeová, Priah Ferguson a Caleb McLaughlin spatřeni při natáčení scény, která zahrnovala nákup zbraní v obchodě. V září 2021 herec Noah Schnapp uvedl, že natáčení skončilo.
Aby bylo možné vizuálně rozlišit tři dějové linie v této řadě, návrhářka kostýmů Amy Parris prozradila, že každé z dějišť bude mít svou vlastní odlišnou barevnou paletu: „Je to zábavné, protože produkční tým se snaží zachytit rozdíl mezi Kalifornií a Hawkinsem prostřednictvím barev. Takže Hawkins stále vypadá velmi nasyceně. Nemáme tam tolik zaprášené hnědé jako v první a druhé řadě... A v Kalifornii se snažíme začlenit světle růžové, modrozelené a fialové barvy.“ Americká obuvnická společnost Converse navrhla tři různé styly bot s použitím barev Hawkinské střední školy, které mají být nošeny na natáčení shromáždění lidí ve škole.
Podle Bowera během klíčových scén masakru v laboratoři pomáhala sama Brownová režírovat Martie Blair, která hrála mladší verzi její postavy, Jedenáctky.

### Postprodukce
V dubnu 2022 deník The Wall Street Journal uvedl v článku zkoumajícím nedávné produkční výdaje Netflixu, že celkové náklady na produkci čtvrté řady Stranger Things byly kolem 270 milionů dolarů, což činí zhruba 30 milionů dolarů na epizodu.

### Hudba
Obě části původního soundtrackového alba pro čtvrtou sezónu s názvem Stranger Things 4 vyšly digitálně dne 1. července 2022 prostřednictvím Lakeshore a Invada Records. Stejně jako k předchozím třem řadám složili soundtrack k seriálu Kyle Dixon a Michael Stein. Obě části také budou zveřejněny jako CD a vinylová deska.
Během celé řady je několikrát uvedena píseň „Running Up That Hill“ od Kate Bush, která je mj. součástí klíčové scény ve čtvrté epizodě, kdy Max utíká před Vecnou. Bratři Dufferovi si pro Max představovali silnou emocionální píseň, a proto pověřili hudební dozorkyni Noru Felder, aby vybrala, která píseň k tomu bude použita. Felder přišla s písní „Running Up That Hill“, s čímž bratři Dufferovi souhlasili, že se skvěle hodí jak k hudbě samotné, tak k tématu jednání s Bohem. Felder věděla, že Bush je opatrná, pokud se jedná o udílení licencí, ale poté, co ji kontaktovala, zjistila, že Bush je fanynkou pořadu, a poté, co si prohlédla pasáže, kde bude skladba použita, souhlasila s udělením licenčních práv k písni. Skladba zaznamenala opětovný nárůst popularity s nárůstem o více než 8 700 % ve streamovacích žebříčcích, čímž se dostala na druhou příčku v seznamu nejposlouchanějších skladeb na Spotify ve Spojených státech a na čtvrtou příčku v celosvětových žebříčcích. Píseň „Master of Puppets“ od Metallicy byla uvedena ve finální deváté epizodě „Kapitola devátá: Hon na Vecnu“, kdy ji Eddie hrál na kytaru k nalákání a rozptýlení demo-netopýrů v obráceném světě.
Další písně uvedené ve čtvrté řadě, například „You Spin Me Round (Like a Record)“ kapely Dead or Alive, „Pass the Dutchie“ kapely Musical Youth, „Rock Me Amadeus“ zpěváka Falca také zaznamenaly nárůst přehrávání o přibližně 1 784 %.

## Vydání
Čtvrtá řada byla zveřejněna na streamovací platformě Netflix ve dvou částech, první část měla premiéru dne 27. května 2022, přičemž druhá část měla premiéru dne 1. července 2022, pět týdnů po vydání první části.
Ke zveřejnění čtvrté řady došlo tři dny po masové střelbě na škole v Uvalde v Texasu, kde střelec zastřelil 21 lidí. Po této tragédii a kvůli tomu, že úvodní scéna prvního dílu obsahuje grafické obrázky mrtvých těl, včetně dětských těl, přidal Netflix varování před rekapitulací předchozí řady, která se automaticky přehraje před první epizodou. Ve varování, které se zobrazilo pouze divákům z USA, se psalo: „Tuto řadu Stranger Things jsme natáčeli před rokem. Ale vzhledem k nedávné tragické střelbě ve škole v Texasu mohou diváci považovat úvodní scénu první epizody za znepokojující. Jsme hluboce zarmouceni tímto příšerným násilím a naše srdce lpí v každé rodině truchlící nad ztrátou milované osoby.“
Krátce po vydání řady diváci hlásili, že Willovi přátelé si nevzpomněli na jeho narozeniny v epizodě, která se odehrála v den jeho narozenin v seriálu. Bratři Dufferovi v rozhovoru řekli, že by mohli záležitost napravit změnou měsíce, který nazvali „situace George Lucase“, v odkazu na změny, které George Lucas provedl v původní trilogii Star Wars, aby odpovídaly tomu, co bylo přidáno v prequelu. Někteří diváci to chápali tak, že naznačují, že byly upravovány i scény z dřívějších řad, včetně scény, kde Jonathan pořizuje diskrétní snímky z večírku, kterého se účastní Steve, Nancy a Barbara. Scenáristé uvedli, že „žádné scény z předchozích řad nebyly nikdy vypuštěny nebo upraveny“, včetně této scény.
Dne 1. července 2022, po zveřejnění druhé části čtvrté řady, streamovací platforma Netflix údajně nebyla dostupná kvůli přetížení serveru kvůli obrovskému množství uživatelů, kteří sledovali nové epizody, což službu zahltilo.

## Hodnocení

### Kritické ohlasy
Na serveru Rotten Tomatoes získala čtvrtá série hodnocení 88 % na základě 185 recenzí s průměrným hodnocením 7,9/10. Konsenzus webu zní: „Čtvrtá řada Stranger Things, temnější než předchozí řady, připravuje pódium pro finálovou řadu seriálu typicky přepychovým způsobem.“ Na serveru Metacritic získala první část čtvrté řady skóre 69 ze 100 na základě 29 recenzí, označující „obecně příznivé recenze“; druhá část čtvrté řady získala skóre 74 ze 100 na základě 18 recenzí, také označující „obecně příznivé recenze“.
V recenzi pro The A.V. Club Saloni Gajjar udělil čtvrté řadě hodnocení „B+“ a napsal: „Stranger Things stále vnáší fascinující příběh do svého dobře zavedeného vesmíru. Je to známkou toho, že poslední dvě epizody (vydány 1. července), navzdory své filmové délce, posouvají pouze čtvrtou řady“. Jack Seale z deníku The Guardian řadě udělil čtyři z pěti hvězd a shrnul to slovy: „Stranger Things je větší, starší, poněkud smutnější – a milé jako vždy.“ Tilly Pearce z webu Digital Spy udělil také hodnocení čtyři z pěti hvězd a napsal k tomu: „Stranger Things je i nadále krásnou návykovou nostalgickou vzrušující jízdou, kterou známe a milujeme. Čtvrtá řada je bezesporu dosud nejsilnější v nabídce a zdaleka nejambicióznější.“
Tara Bennett z magazínu Paste řadě udělila skóre 8,1 z 10 a napsala: „Na čtvrté řadě Stranger Things je toho hodně k zalíbení, zvláště pokud jde o vývoj postav a změnu atmosféry, která plně obsahuje to nejlepší z hororových filmů z 80. let.“ Mae Trumata z deníku The Upcoming řadu ohodnotila smíšenými recenzemi a udělila jí 3/5 hvězd a napsala k tomu: „Celkově jde o zábavné pokračování Stranger Things. Pro každého, kdo dobře zná seriál a jeho postavy, je to doplněk, který buď ocení, nebo ho omrzí, protože nenabízí nic výrazně nového.“ Spisovatel Stephen King řadu zhodnotil jako „stejně dobrou nebo lepší než předchozí tři“ poukazujíc na svou knihu Carrie. Nicméně uvedl, že rozdělení řady na dvě části je „tak trochu chabé“. Sophie Gilbert z časopisu The Atlantic byla kritičtější, když řadu nazvala „více než 13hodinovým monstrem, které přidalo Wese Cravena do svého tématu, ale jinak skončilo nerozvinutými postavami a zjevnými, ale povrchními narážkami na současné krize.“
Kritici chválili výkon Jamieho Campbell Bowera v roli padoucha řady. Patrick Caoile z webu Collider napsal: „Poprvé nám Stranger Things dává zápornou postavu s vrstvami. Prostřednictvím Vecny Bower prozkoumává působivého a komplikovanějšího padoucha než byla monstra v předchozích řadách. Od svého traumatického dětství jako Henry Creel až po hrubé experimenty, kterými prošel jako Jednička, a nakonec až po roli nejvyššího generála Mozkožrouta, Vecna je dokonalý padouch, kterého lze postavit proti Jedenáctce.“
Web TVLine jmenoval dne 28. května 2022 Josepha Quinna jako „Performera týdne“ za výkon v epizodě „Kapitola první: Klub Hellfire“ a napsal k tomu: „Quinn v krátkém úseku předvedl převedl teenagera, který prošel od zvědavosti k znepokojení a pak od paniky k naprostému zděšení (...). Celkově vzato byl Quinnův debut příznivý.“ Caleb McLaughlin byl také jmenován „Performerem týdne“ dne 9. července za svůj výkon ve finální epizodě „Kapitola devátá: Hon na Vecnu“. Web k tomu napsal: „...po Vecnově brutálním útoku na Max McLaughlin rozpoutal Lucasovu bolest s brutálností a naléhavostí, která nás stále pronásleduje. McLaughlin nám právě ukázal, jakým zplnomocněným mladým mužem se stalo jeho alter ego.“
Web TVLine udělil dne 4. června 2022 Sadie Sink čestné uznání za výkon v epizodě „Kapitola čtvrtá: Drahý Billy“ a napsal k tomu: „Sink nejenže splnila zadání [Max snažící se být statečná před svými přáteli, přestože měla úzkosti a bála se], přičemž si zachovala náskok, který její postava získala, ale také sehrála hořkosladký monolog svému zesnulému nevlastnímu bratrovi se směsí upřímnosti a lítosti, kter by se dal definovat slovem ‚srdcervoucí'.“ Millie Bobby Brownová získala také čestné uznání dne 2. července 2022 za výkon v předposlední epizodě „Kapitola osmá: Tatínek“. Web k tomu napsal: „Brownová rozpoutala bolest a zuřivost, která byla stejně působivá jako schopnosti její postavy. Později, když bylo Jane umožněno přepsat historii, Brownová krásně, beze slov hrála emoce, které se motaly uvnitř jejího alter ega. Scéna byla složitá a hluboká na ztvárnění, zvláště bez jakéhokoli dialogu z její strany. Přesto nás tou scénou vedla stejně jako lucerna temnou nocí.“

### Sledovanost
Netflix oznámil, že do 30. května 2022 byla čtvrtá řada Stranger Things sledována více než 287 milionů hodin, čímž překonala druhou řadu seriálu Bridgertonovi v rekordu sledovanosti, který měl za první týden 193 milionů zhlédnutých hodin. Dřívější řady seriálu také pronikly mezi 10 nejsledovanějších programů ve stejném týdnu jako čtvrtá řada Stranger Things. Čtvrtá řada se stala druhým pořadem Netflixu, po seriálu Hra na oliheň, který dosáhl více než jedné miliardy zhlédnutých hodin během prvních 28 dnů od vydání. Dosáhla 1,352 miliardy zhlédnutých hodin v prvních 28 dnech, což z něj učinilo druhý nejsledovanější seriál, po Hře na oliheň, a nejsledovanější anglicko-jazyčný seriál všech dob.